# Concordia de Leuenberg
La Concordia de Leuenberg fue un documento ratificado el 16 de marzo de 1973, cuando teólogos luteranos y reformados se reunieron en Leuenberg (Hölstein, Suiza) lo aprobaron por unanimidad. La "Concordia de Leuenberg" tuvo como propósito poner fin a la división de casi cinco siglos entre las denominaciones de la Reforma protestante. Con este acuerdo, que entró en vigor el 1 de octubre de 1974, los signatarios se aseguraban mutuamente la plena comunión eclesial: el mutuo reconocimiento de los sacramentos, de los ministerios y del legítimo anuncio evangélico. Mientras tanto, más de 90 iglesias de casi todos los países europeos y algunos de América del Sur han reconocido el acuerdo.
La Concordia de Leuenberg está basada en la confesión de fe de las iglesias reformadas y luteranas, reconociendo que ambas tradiciones comparten una misma fe en Jesucristo como Señor y Salvador. El acuerdo también reconoce la validez de los sacramentos y de los ministerios ordenados en ambas tradiciones. La Concordia de Leuenberg ha sido vista como un ejemplo de diálogo y unidad entre iglesias protestantes de diferentes tradiciones y países. Además, ha servido de modelo para otros acuerdos ecuménicos entre iglesias protestantes.